# Муріс Мешанович
Муріс Мешанович (босн. Muris Mešanović, нар. 6 липня 1990, Сараєво) — боснійський футболіст, нападник клубу «Славія».

## Клубна кар'єра
Народився 6 липня 1990 року в місті Сараєво. Розпочав грати у футбол у школі Бубамара, а 2004 року потрапив в акакдемію клубу «Радник» (Хаджичі). У вересні 2006 року разом з одноклубником Анесом Гаурдичем перейшов до академії чеського «Яблонця». Взимку 2008 року головний тренер Франтішек Комняцький перевів гравця у першу команду, де Мешанович провів два матчі у Кубку Чехії.
Восени 2009 року на правах оренди перейшов у «Височину», а 2011 року став повноцінним гравцем клубу. Загалом відіграв за команду з Їглави шість сезонів, взявши участь у понад ста матчах чемпіонат і був одним з головних бомбардирів команди, відзначаючись забитим голом в середньому щонайменше у кожній третій грі чемпіонату. Крім того протягом другої половини 2013 року грав на правах оренди за словацький «ДАК 1904».
У січні 2016 року підписав контракт на три з половиною роки зі «Славією». У сезоні 2016/17 виграв з командою чемпіонат Чехії, а у наступному сезоні 2017/18 виграв національний Кубок. Станом на 25 квітня 2018 року відіграв за празьку команду 42 матчі в національному чемпіонаті.

## Виступи за збірні
2006 року дебютував у складі юнацької збірної Боснії і Герцеговини, взяв участь у 3 іграх на юнацькому рівні.
2009 року залучався до складу молодіжної збірної Боснії і Герцеговини. На молодіжному рівні зіграв у 4 офіційних матчах.

## Титули і досягнення
- Чемпіон Чехії (1):

«Славія»: 2016–17
- Володар Кубка Чехії (1):

«Славія»: 2017–18